# Neurospora crassa
La Neurospora crassa è una specie di muffa del pane appartenente alla famiglia Sordariaceae (phylum Ascomycota). In natura la si trova soprattutto in regioni tropicali e subtropicali.

## Il ciclo vitale
N. crassa è un importante organismo modello in campo scientifico, perché è facile da crescere e si sviluppa con un ciclo vitale aplonte, che quindi per la maggior parte è aploide, il che rende facile l'analisi genetica: un allele recessivo sarà facilmente individuabile perché non viene "coperto" dall'allele dominante.
Il ciclo vitale completo prevede la produzione di spore chiamate conidi, le quali danno origine ad un micelio, dal quale si svilupperanno altri conidi. Questa fase del ciclo vitale è a riproduzione asessuale e procede tramite divisioni mitotiche. Esistono due tipi di conidi:
- macroconidi: contengono da 4 a 8 nuclei e sono in maggioranza;
- microconidi: contengono un solo nucleo e sono molto meno frequenti.

In condizioni di stress (ad esempio su terreni impoveriti) mating types diversi di N. crassa possono incrociarsi, analogamente a quanto avviene per lieviti mat a e mat α, anche se con un meccanismo diverso. L'incrocio di mating types diversi porta alla formazione di corpi fruttiferi, i quali producono aschi contenenti ascospore. Questo tipo di riproduzione è una riproduzione sessuale, in quanto fondata sulla meiosi. Le ascospore sono ovviamente aploidi. Esse hanno la capacità di riprendere il normale ciclo vitale basato sulla riproduzione asessuale.

## Il genoma
L'intero genoma di N. crassa è stato sequenziato e pubblicato sul numero di Nature del 24 aprile 2003. Il genoma consta di circa 43 megabasi (Mb) e 9.730 geni. È attualmente in corso un progetto che mira alla produzione di mutanti knock-out per ogni gene di N. crassa.